# Sympetrum illotum
Sympetrum illotum är en trollsländeart. Sympetrum illotum ingår i släktet ängstrollsländor, och familjen segeltrollsländor. IUCN kategoriserar arten globalt som livskraftig.

## Underarter
Arten delas in i följande underarter:
- S. i. gilvum
- S. i. illotum
- S. i. virgulum

## Bildgalleri

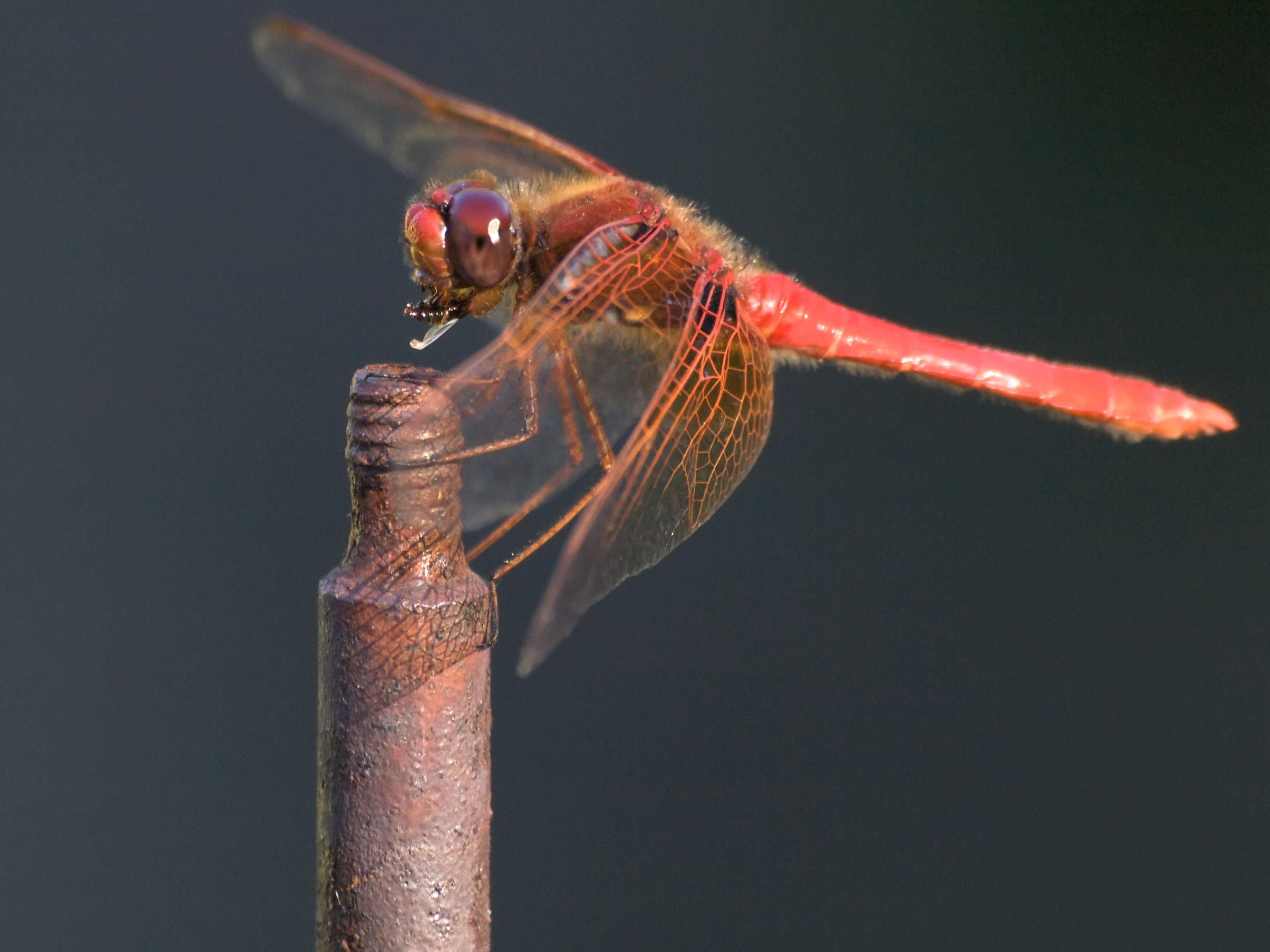